# Саквинавир
Саквинавир (SQV) — антиретровирусный препарат, применяющийся в сочетании с другими препаратами для профилактики и лечения ВИЧ/СПИДа. Обычно используется с ритонавиром или лопинавиром/ритонавиром для усиления его эффекта. Продается под торговыми марками Invirase и Fortovase. Принимается внутрь.
Общие побочные эффекты включают тошноту, рвоту, диарею и чувство усталости. Более серьезные побочные эффекты включают проблемы с синдромом длинного интервала QT, блокаду сердца, высокий уровень липидов в крови и проблемы с печенью. Саквинавир относится к классу ингибиторов протеазы и работает, блокируя протеазу ВИЧ.
Саквинавир был запатентован в 1988 году и поступил в продажу в 1995 году.

## Медицинское использование
Саквинавир используется вместе с другими лекарствами для лечения или профилактики ВИЧ/СПИДа. Обычно его используют с ритонавиром или лопинавиром/ритонавиром для усиления его эффекта.

## Побочные эффекты
Наиболее частыми побочными эффектами саквинавира в любой форме являются легкие желудочно-кишечные симптомы, включая диарею, тошноту, жидкий стул и дискомфорт в животе. 

## Биодоступность и лекарственные взаимодействия
Саквинавир в составе препарата Invirase имеет низкую и непостоянную биодоступность при пероральном приеме (когда дается в одиночку). Состав Fortovase в стандартной дозировке обеспечивает примерно в 8 раз больше активного лекарственного средства, чем Invirase, также в стандартной дозировке.
В отличие от других ингибиторов протеаз, абсорбция саквинавира, по-видимому, улучшается за счет омепразола. 
.

## Механизм действия
Саквинавир связывается с активным центром вирусной протеазы и предотвращает расщепление вирусных полипротеинов, предотвращая созревание вируса. Саквинавир подавляет протеазы как ВИЧ-1, так и ВИЧ-2.

## История
Саквинавир был разработан фармацевтической компанией «Roche Holding». Саквинавир был шестым антиретровирусным препаратом и первым ингибитором протеазы, одобренным  Управлением по санитарному надзору за качеством пищевых продуктов и медикаментов (FDA), опередив ритонавир и индинавир на несколько месяцев. Этот новый класс антиретровирусных препаратов сыграл решающую роль в разработке антиретровирусной терапии (АРВТ), которая помогла значительно снизить риск смерти от причин, связанных со СПИДом, о чем свидетельствует снижение ежегодного показателя смертности от ВИЧ в США, с более чем 50 000 до примерно 18 000 в течение двух лет .

## Общество и культура

### Экономика
По состоянию на 2015 год Саквинавир недоступен в качестве дженерика.

### Составы
На рынок поступили два препарата:
- состав мезилата в виде твердых желатиновых капсул с торговым названием Invirase, который требует комбинации с ритонавиром для увеличения биодоступности саквинавира;
- состав саквинавира в виде мягких желатиновых капсул (микроэмульсия[12], состав для перорального введения) с торговым названием Fortovase, выпуск которого был прекращен во всем мире в 2006 году[13].